# رسانه پیام است (کتاب)
رسانه پیام است (انگلیسی: The Medium Is the Massage) کتابی از مارشال مک‌لوهان، دانشمند علوم ارتباطات و کوئنتین فیوره، طراح گرافیک، است. این کتاب برای اولین بار در سال ۱۹۶۷ توسط راندوم هاوس چاپ شد. بنیان این کتاب عبارت «رسانه پیام است» می‌باشد، که توسط مک‌لوهان پایه‌گذاری شده‌است.
این کتاب ۱۶۰ صفحه دارد و حالت آن کلاژ و دارای عناصر بصری مختلف است. بعضی از صفحات این کتاب به قصد خالی مانده و برخی دیگر به شکل قرینه و آینه‌نویسی گذاشته‌شده‌است.

## نکته تیتر
در جلد این کتاب به‌جای کلمه پیام به اشتباه از کلمه ماساژ استفاده‌شده‌است. دلیل این نکته، اشتباه حروف‌چینی است. مک‌لوهان بعد از این که این مشکل را می‌بیند، تأکید می‌کند تیتر بدون تغییر بماند تا عنوان کتاب به شکل‌های مختلف قابل تعبیر باشد.